# Heterusia coecata
Heterusia coecata är en fjärilsart som beskrevs av W. Warren 1905. Heterusia coecata ingår i släktet Heterusia och familjen mätare. Inga underarter finns listade i Catalogue of Life.